# Shihezi
Cette page contient des caractères spéciaux ou non latins. S’ils s’affichent mal (▯, ?, etc.), consultez la page d’aide Unicode.

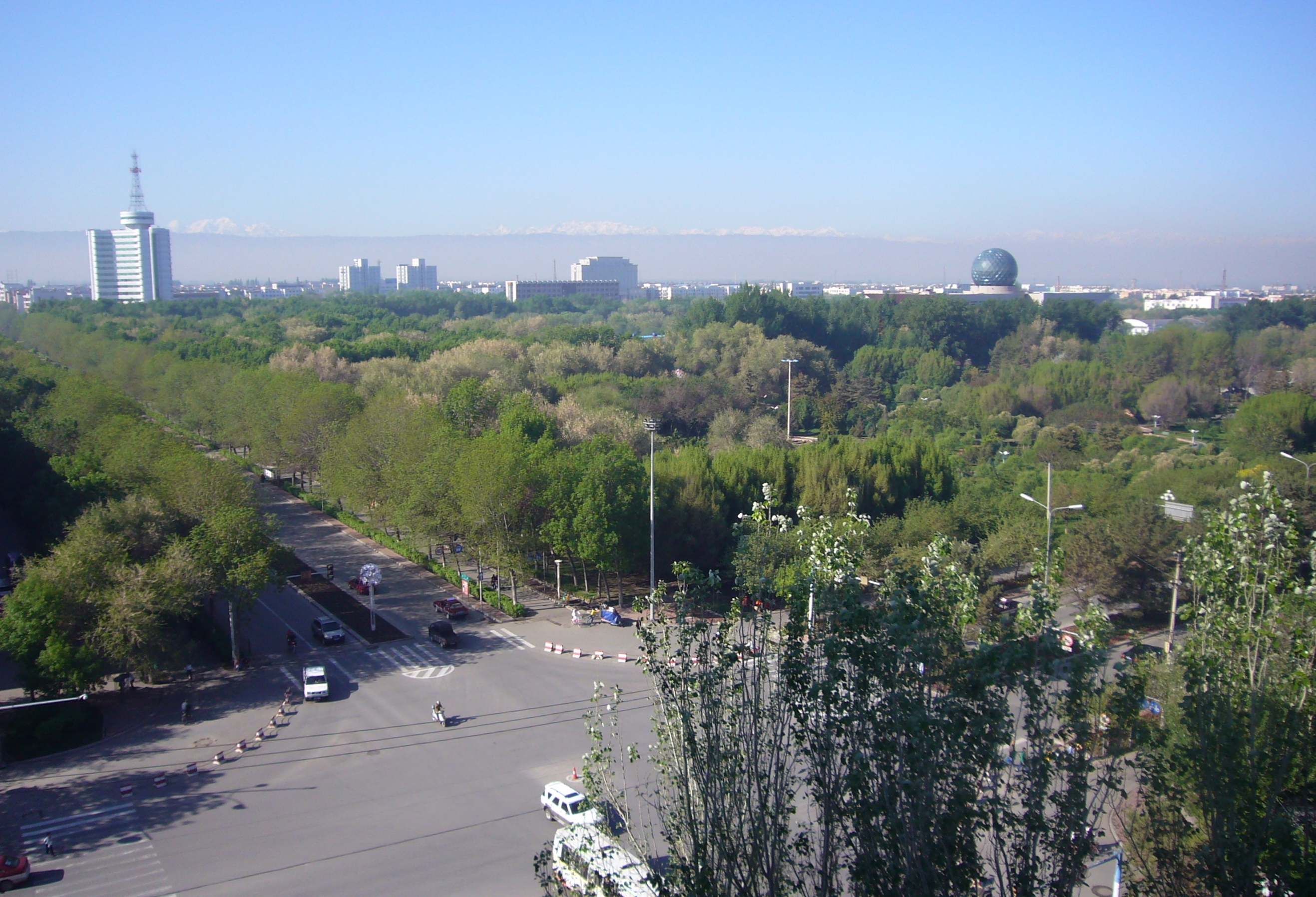
Shihezi

Shihezi (石河子 ; pinyin : Shíhézǐ ; ouïghour : شىخەنزە / Şihenze) est une ville vice-préfecture de la région autonome du Xinjiang en Chine. Elle est administrée directement par le Corps de production et de construction du Xinjiang (Bingtuan). Elle abrite une prison où fut incarcéré le criminel Bai Baoshan de 1983 à 1996.

## Démographie
La population du territoire était de 587 932 habitants en 1999, et était estimée à 591 270 habitants en 2007.
Cette ville, lovée dans ce qui fut autrefois un désert, a été développée dans les années 1950 par les bingtuan, paysans-soldats, envoyés pour développer des zones pionnières. Elle est située sur la route vers le Kazakhstan, important partenaire commercial de la Chine.